# Monanthotaxis caffra
Monanthotaxis caffra Verdc. – gatunek rośliny z rodziny flaszowcowatych (Annonaceae Juss.). Występuje naturalnie we wschodniej części Republiki Południowej Afryki, w Suazi oraz w południowym Mozambiku. 

## Morfologia

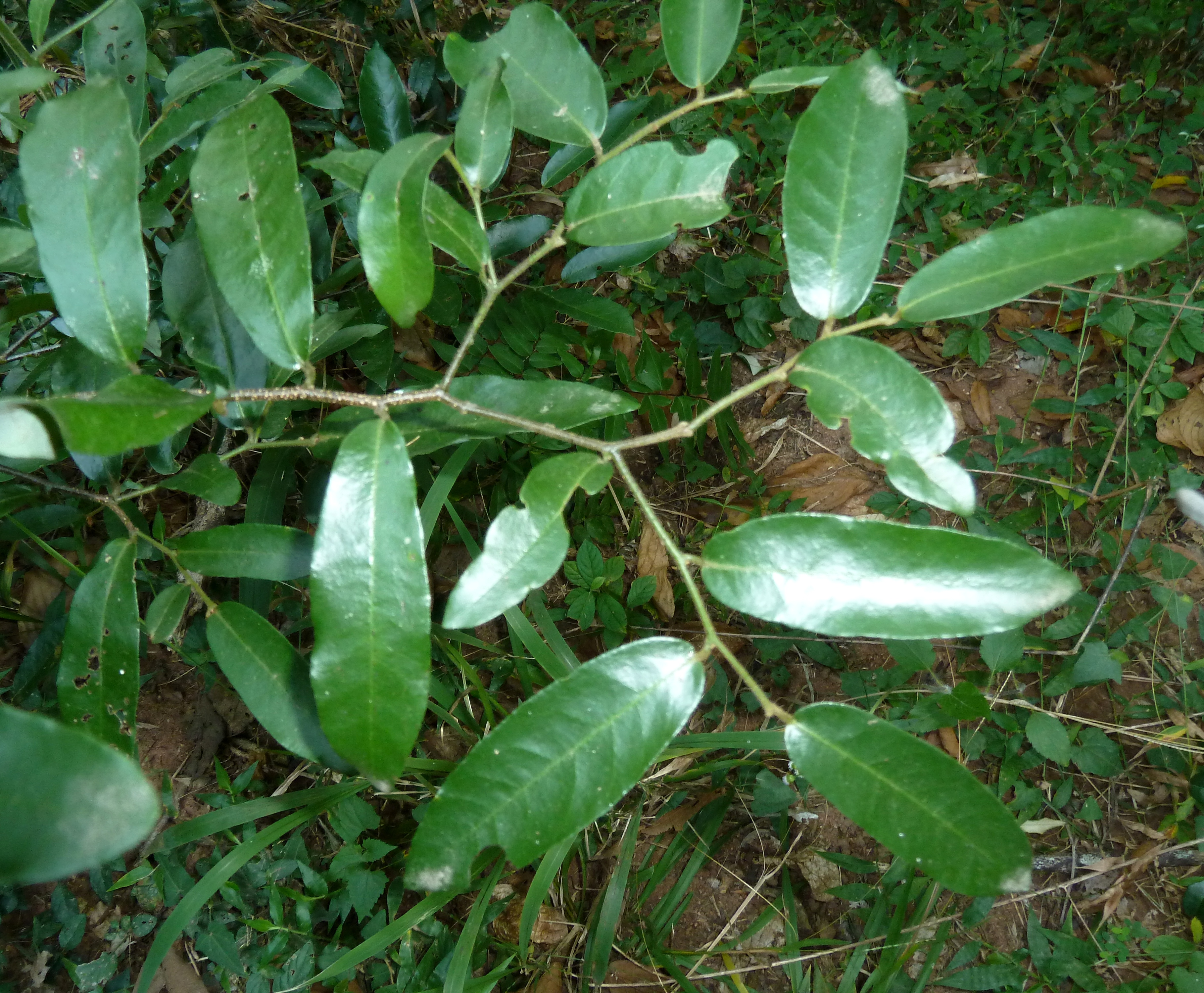
Liście gatunku

PokrójMałe drzewo, krzew lub liany dorastające do 2 m wysokości. Kora ma barwę od szarej do brązowej. Młode pędy są owłosione.
LiścieNaprzemianległe. Mają kształt od podłużnego do lancetowatego. Mierzą 10 cm długości oraz 4 cm szerokości. Są błyszczące, ciemnozielone, aromatyczne, czasami lekko owłosione od spodu. Nasada liścia jest zaokrąglona. Blaszka liściowa jest całobrzega o zaokrąglonym wierzchołku. Liście są osadzone na krótkim ogonku liściowym.
KwiatySą regularne, obupłciowe, pojedyncze lub zebrane w małe pęczki. Rozwijają się w kątach pędów lub naprzeciwlegle do liści. Mierzą 15 mm średnicy. Mają 3 rozpostarte działki kielicha. Płatków jest 6, ułożonych w dwóch okółkach. Mają barwę od żółtawej do zielonokremowej. Kwiaty mają liczne pręciki oraz kilka owocolistków.
OwoceMają jajowaty kształt, zebrane po 3–8 w owoc zbiorowy. Osiągają 8 mm długości i 6 mm szerokości. Początkowo mają żółtą barwę, później przebarwiają się na czerwono. Każdy zawiera po jednym nasionie.

## Biologia i ekologia
Monanthotaxis caffra rośnie na wybrzeżu, w wiecznie zielonych lasach i zaroślach. Kwitnie od lutego do marca (według innych źródeł kwitnie od grudnia do marca), natomiast owoce dojrzewają od maja do września. 

## Zastosowanie
Wysuszone i skruszone korzenie są palone przez lokalne społeczności (mają działanie narkotyczne). Ponadto w medycynie ludowej miały zastosowanie w leczeniu chorób wenerycznych, zapobieganiu histerii i do odrobaczania. Według lokalnych wierzeń drzewa tego gatunku mają magiczne właściwości, chroniące ludzi przed koszmarami. Owoce są jadalne – są często spożywane przez ptaki.